# Circondario dell'Eifel-Bitburg-Prüm
Il circondario dell'Eifel-Bitburg-Prüm (in tedesco Eifelkreis Bitburg-Prüm) è un circondario (Landkreis) della Renania-Palatinato, in Germania. Comprende 4 città e 235 comuni. Capoluogo e centro maggiore è Bitburg.

## Geografia fisica
Il circondario rurale di Bitburg-Prüm si estende nella zona meridionale dell'altipiano dell'Eifel con lo Schneifel e la vetta sua più alta è lo Schwarzen Mann con i suoi 698 m s.l.m. Ad ovest si trova la pianura dell'Islek, ad est i Kalk- e Waldeifel, a sud il Bitburger Gutland (Bekef) con il Ferschweiler Plateau. Esso è attraversato da modesti corsi d'acqua, quali Kyll, Nims e Prüm. Tratti dei fiumi Our e Sûre ne costituiscono il confine con il Granducato di Lussemburgo.

## Geografia antropica
Tra parentesi gli abitanti al 31 dicembre 2021, il capoluogo della comunità amministrativa è contrassegnato da un asterisco.

### Città indipendenti
- Bitburg (15 700)

### Comunità amministrative (Verbandsgemeinde)
- Verbandsgemeinde Arzfeld, con i comuni:

1. Arzfeld * (1 420)
2. Dackscheid (107)
3. Dahnen (332)
4. Daleiden (886)
5. Dasburg (222)
6. Eilscheid (43)
7. Eschfeld (192)
8. Euscheid (139)
9. Großkampenberg (134)
10. Hargarten (99)
11. Harspelt (72)
12. Herzfeld (36)
13. Irrhausen (223)
14. Jucken (181)
15. Kesfeld (75)
16. Kickeshausen (45)
17. Kinzenburg (50)
18. Krautscheid (213)
19. Lambertsberg (387)
20. Lascheid (80)
21. Lauperath (106)
22. Leidenborn (192)
23. Lichtenborn (321)
24. Lierfeld (87)
25. Lünebach (610)
26. Lützkampen (359)
27. Manderscheid (53)
28. Mauel (57)
29. Merlscheid (37)
30. Niederpierscheid (36)
31. Oberpierscheid (348)
32. Olmscheid (192)
33. Pintesfeld (42)
34. Plütscheid (306)
35. Preischeid (175)
36. Reiff (46)
37. Reipeldingen (78)
38. Roscheid (52)
39. Sengerich (28)
40. Sevenig (Our) (74)
41. Strickscheid (26)
42. Üttfeld (386)
43. Waxweiler (1 117)

- Verbandsgemeinde Bitburger Land, con i comuni:

1. Badem (1 271)
2. Balesfeld (208)
3. Baustert (459)
4. Bettingen (1 084)
5. Bickendorf (534)
6. Biersdorf am See (561)
7. Birtlingen (47)
8. Brecht (207)
9. Brimingen (111)
10. Burbach (721)
11. Dahlem (247)
12. Dockendorf (233)
13. Dudeldorf (1 304)
14. Echtershausen (100)
15. Ehlenz (462)
16. Enzen (37)
17. Etteldorf (25)
18. Eßlingen (115)
19. Feilsdorf (34)
20. Fließem (674)
21. Gindorf (319)
22. Gondorf (261)
23. Gransdorf (340)
24. Halsdorf (105)
25. Hamm (18)
26. Heilenbach (102)
27. Hütterscheid (169)
28. Hüttingen an der Kyll (348)
29. Idenheim (455)
30. Idesheim (415)
31. Ingendorf (212)
32. Kyllburg, Stadt (992)
33. Kyllburgweiler (105)
34. Ließem (75)
35. Malberg (571)
36. Malbergweich (360)
37. Meckel (407)
38. Messerich (583)
39. Metterich (552)
40. Mülbach (99)
41. Nattenheim (600)
42. Neidenbach (883)
43. Neuheilenbach (262)
44. Niederstedem (244)
45. Niederweiler (88)
46. Oberkail (606)
47. Oberstedem (65)
48. Oberweiler (175)
49. Oberweis (547)
50. Olsdorf (102)
51. Orsfeld (196)
52. Pickließem (298)
53. Rittersdorf (1 412)
54. Röhl (438)
55. Sankt Thomas (274)
56. Scharfbillig (90)
57. Schleid (390)
58. Seffern (300)
59. Sefferweich (272)
60. Seinsfeld (169)
61. Steinborn (181)
62. Stockem (97)
63. Sülm (428)
64. Trimport (308)
65. Usch (58)
66. Wettlingen (30)
67. Wiersdorf (267)
68. Wilsecker (181)
69. Wißmannsdorf (839)
70. Wolsfeld (1 039)
71. Zendscheid (122)

- Verbandsgemeinde Prüm, con i comuni:

1. Auw bei Prüm (612)
2. Bleialf (1 211)
3. Brandscheid (301)
4. Buchet (232)
5. Büdesheim (554)
6. Dingdorf (111)
7. Feuerscheid (332)
8. Fleringen (382)
9. Giesdorf (125)
10. Gondenbrett (482)
11. Großlangenfeld (113)
12. Habscheid (647)
13. Heckhuscheid (156)
14. Heisdorf (123)
15. Hersdorf (398)
16. Kleinlangenfeld (147)
17. Lasel (317)
18. Masthorn (50)
19. Matzerath (48)
20. Mützenich (122)
21. Neuendorf (110)
22. Niederlauch (35)
23. Nimshuscheid (268)
24. Nimsreuland (90)
25. Oberlascheid (155)
26. Oberlauch (68)
27. Olzheim (590)
28. Orlenbach (234)
29. Pittenbach (104)
30. Pronsfeld (904)
31. Prüm, città * (5 442)
32. Rommersheim (665)
33. Roth bei Prüm (454)
34. Schönecken (1 487)
35. Schwirzheim (456)
36. Seiwerath (141)
37. Sellerich (286)
38. Wallersheim (739)
39. Watzerath (436)
40. Wawern (280)
41. Weinsheim (996)
42. Winringen (63)
43. Winterscheid (138)
44. Winterspelt (828)

- Verbandsgemeinde Speicher, con i comuni:

1. Auw an der Kyll (115)
2. Beilingen (408)
3. Herforst (1 267)
4. Hosten (183)
5. Orenhofen (1 370)
6. Philippsheim (84)
7. Preist (710)
8. Spangdahlem (1 025)
9. Speicher, città * (3 668)

- Verbandsgemeinde Südeifel, con i comuni:

1. Affler (25)
2. Alsdorf (458)
3. Altscheid (86)
4. Ammeldingen an der Our (19)
5. Ammeldingen bei Neuerburg (250)
6. Bauler (77)
7. Berkoth (83)
8. Berscheid (65)
9. Biesdorf (249)
10. Bollendorf (1 741)
11. Burg (24)
12. Dauwelshausen (70)
13. Echternacherbrück (1 004)
14. Eisenach (373)
15. Emmelbaum (72)
16. Ernzen (407)
17. Ferschweiler (1 022)
18. Fischbach-Oberraden (52)
19. Geichlingen (429)
20. Gemünd (29)
21. Gentingen (74)
22. Gilzem (434)
23. Heilbach (110)
24. Herbstmühle (15)
25. Holsthum (648)
26. Hommerdingen (91)
27. Hütten (53)
28. Hüttingen bei Lahr (146)
29. Irrel (1 691)
30. Karlshausen (414)
31. Kaschenbach (66)
32. Keppeshausen (18)
33. Körperich (1 097)
34. Koxhausen (94)
35. Kruchten (372)
36. Lahr (192)
37. Leimbach (54)
38. Menningen (173)
39. Mettendorf (1 127)
40. Minden (253)
41. Muxerath (38)
42. Nasingen (49)
43. Neuerburg, città * (1 544)
44. Niedergeckler (51)
45. Niederraden (46)
46. Niederweis (272)
47. Niehl (70)
48. Nusbaum (428)
49. Obergeckler (139)
50. Peffingen (228)
51. Plascheid (92)
52. Prümzurlay (570)
53. Rodershausen (155)
54. Roth an der Our (225)
55. Schankweiler (207)
56. Scheitenkorb (30)
57. Scheuern (45)
58. Sevenig bei Neuerburg (44)
59. Sinspelt (409)
60. Übereisenbach (46)
61. Uppershausen (67)
62. Utscheid (425)
63. Waldhof-Falkenstein (21)
64. Wallendorf (365)
65. Weidingen (169)
66. Zweifelscheid (58)

## Galleria d'immagini

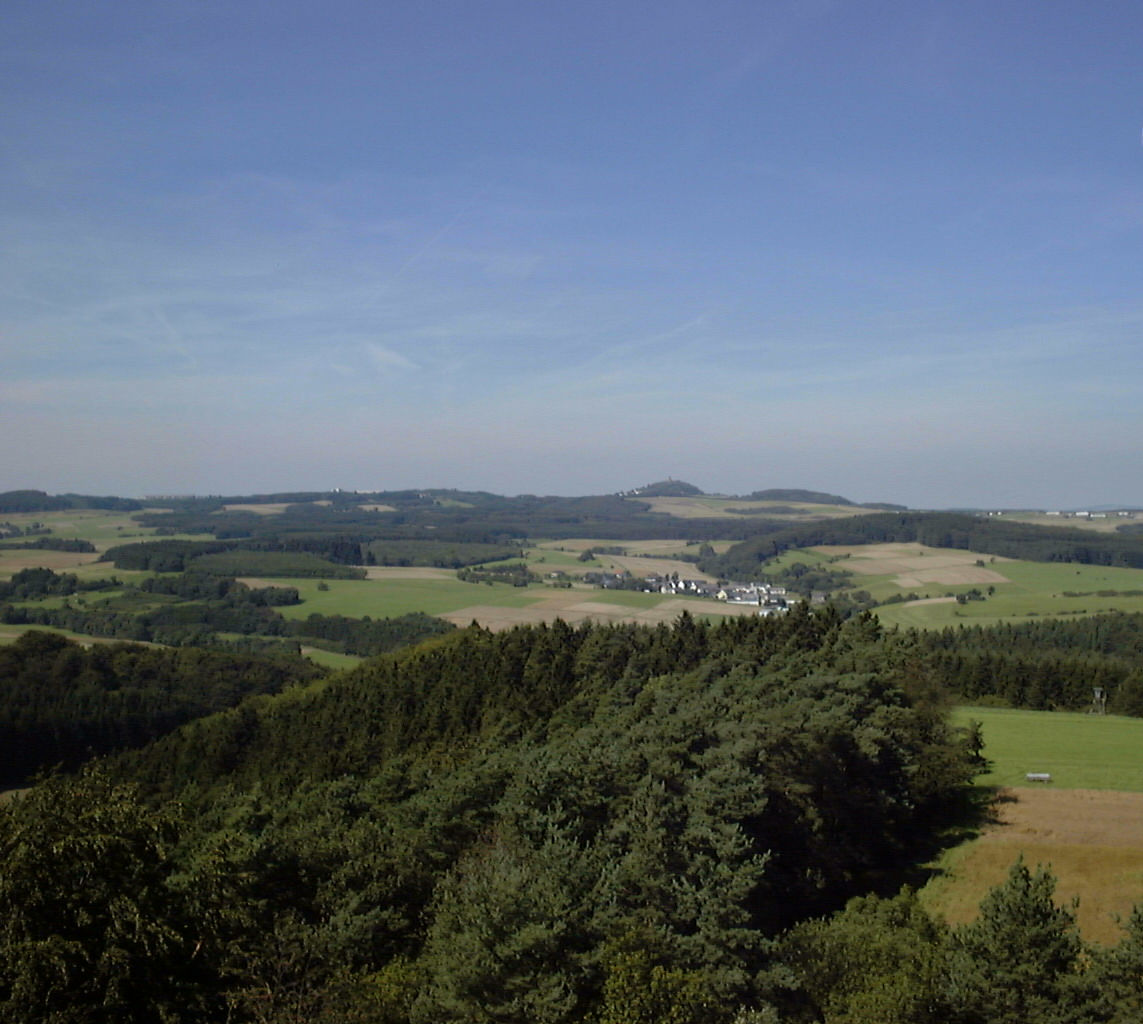
Vista panoramica dell'Eifel
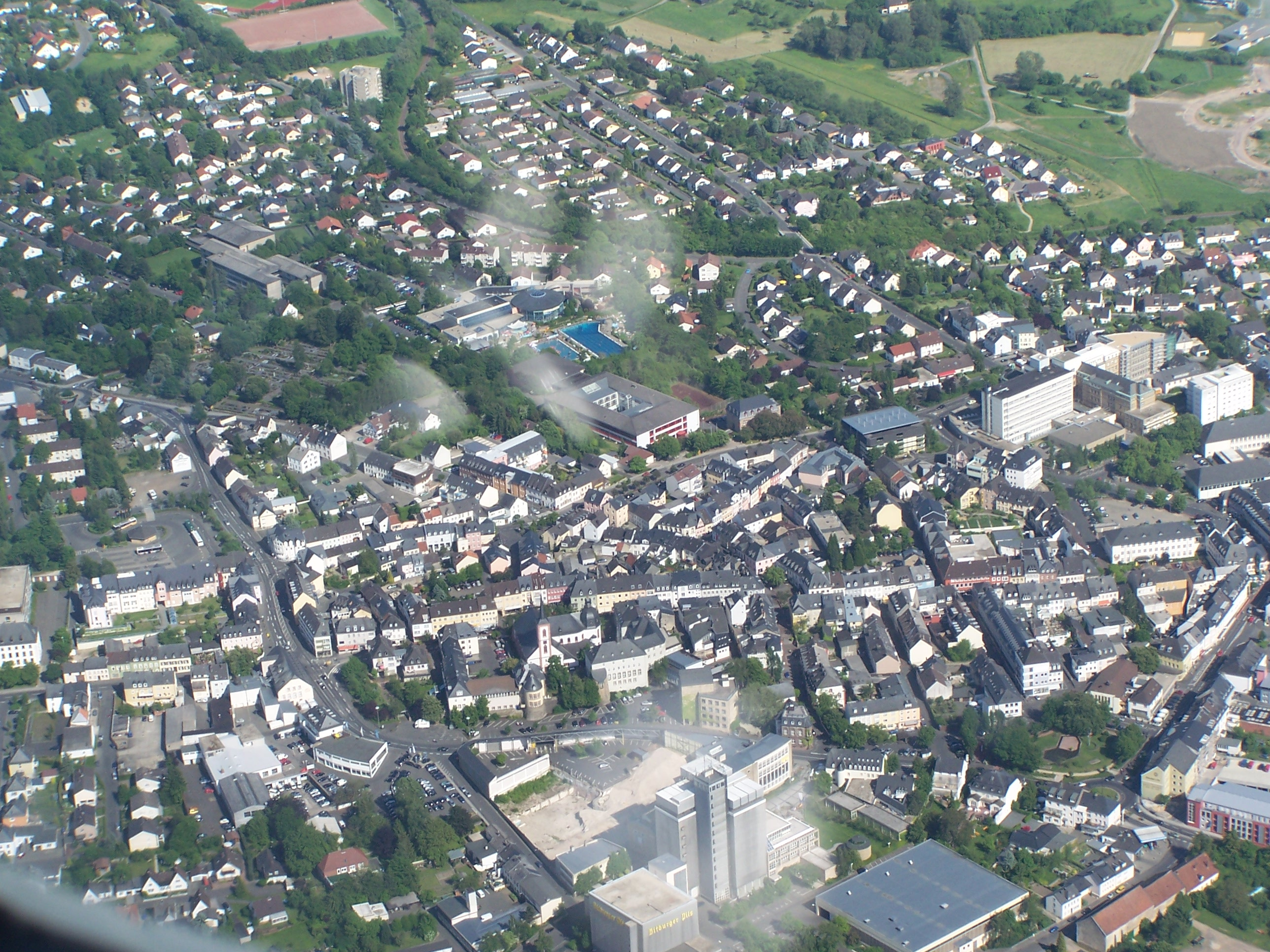
Veduta aerea della capitale Bitburg
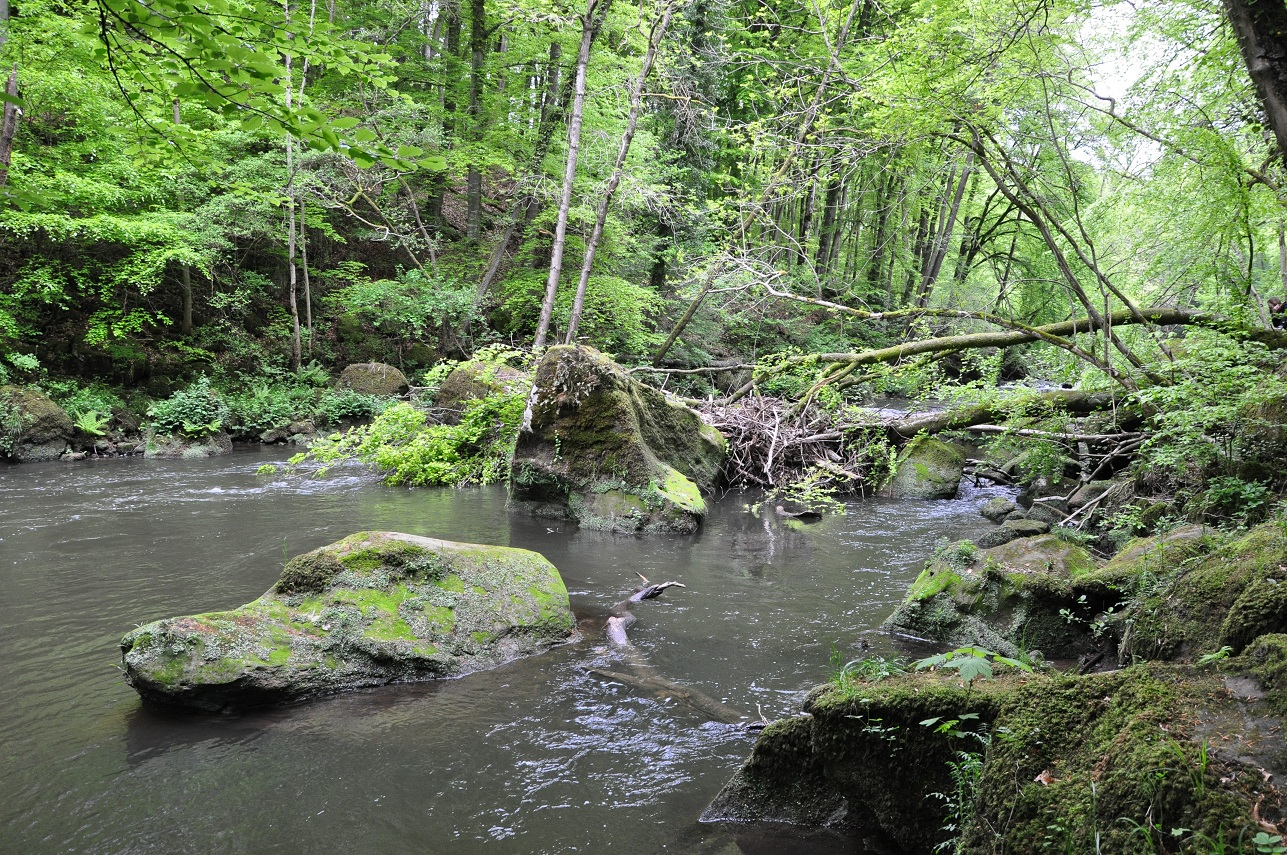
Il fiume Prüm fra Prümzurlay ed Irrel
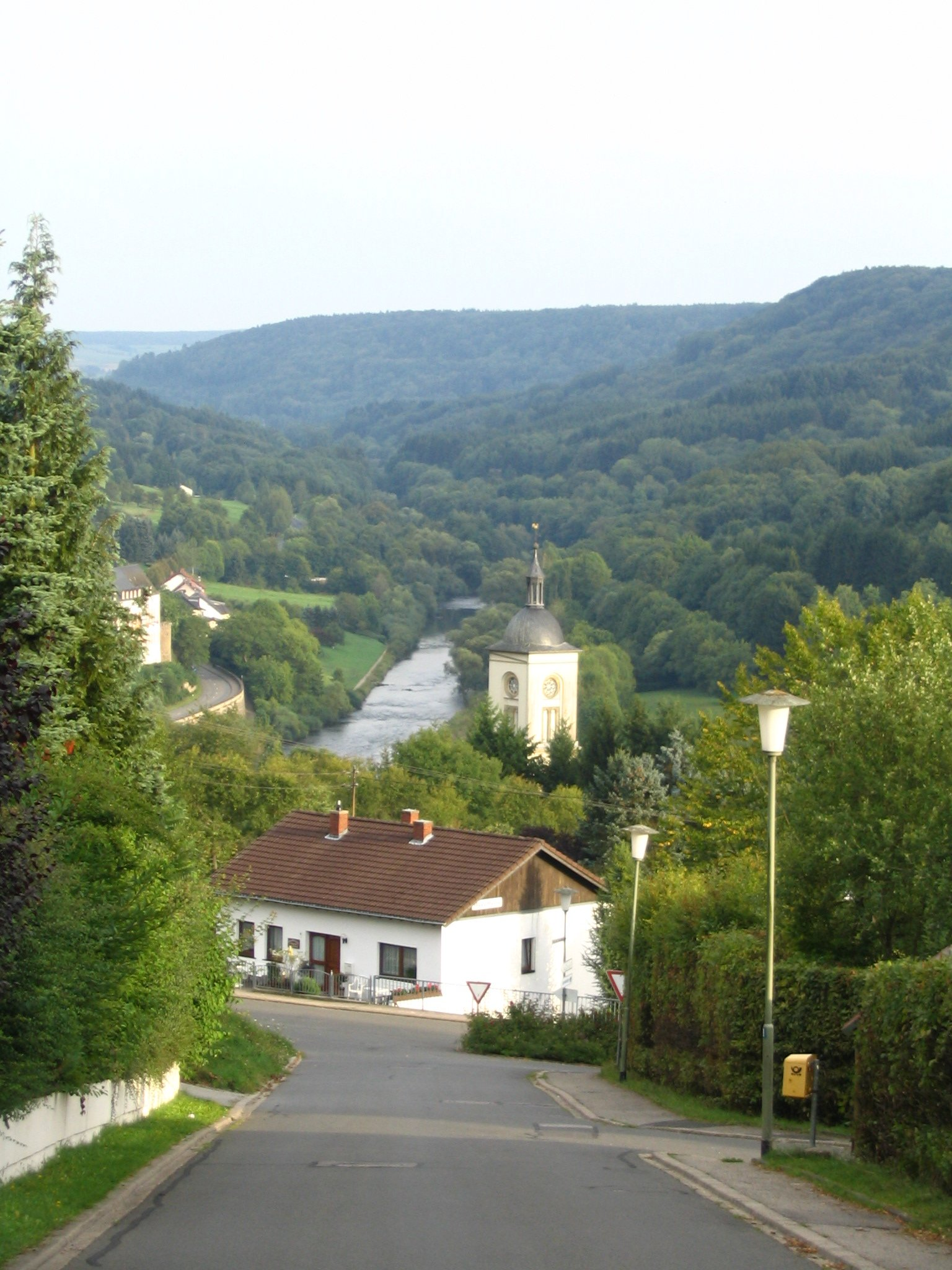
Bollendorf, nella valle del fiume Sûre
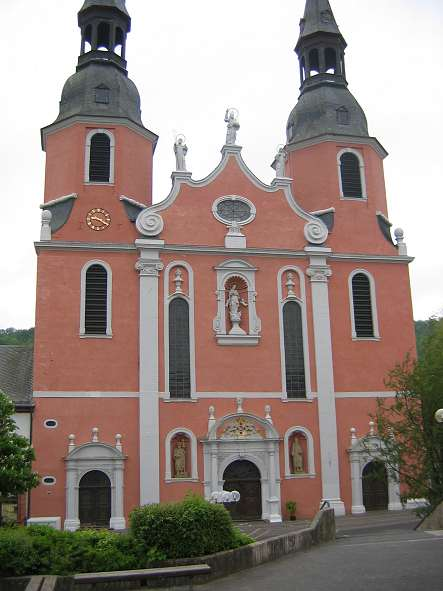
Facciata della chiesa abbaziale a Prüm